# Da Sua Vida
Da Sua Vida é o single de estréia da formação de 2012 da Marcozero, foi o primeiro álbum após a turnê do DVD acústico Nunca Diga Adeus, a composição da letra e música é de Marco Prates.

## Formação
- Marco Prates - vocal e guitarra
- Guilherme Fialho - guitarra
- Gabriel Severo - baixo
- Fábio Duarte - bateria

## Ficha Técnica
- Gravação por Tiago Suminsky
- Mixagem por Tiago Suminsky
- Masterizado por Tiago Suminsky